# Alexander Bugge
Alexander Bugge (30. december 1870 i Kristiania - 24. december 1929 sammesteds) var en norsk historiker, søn af Sophus Bugge.
Bugge blev student 1889 og aflagte sproglig-historisk Lærereksamen 1894. 1899 tog han den filos. Doktorgrad og
udnævntes 1903 til Prof. i Historie ved Univ. i Kria efter Gustav Storm, fra hvilket Embede
han tog Afsked fra Udgangen af 1912. I Studieøjemed har han oftere foretaget længere
Rejser, navnlig til de britiske Øer og Italien. I dette sidste Land har han 1896-97 og 1906 i
Vatikanets Bibliotek taget en Del Afskrifter for Diplomatarium Norvegicum. B. er en fortrinlig
Kender af Vikingetidens Historie, og han har paa dette Omraade betydelig fremmet vor Indsigt
i Nordboernes Forhold paa de britiske Øer i den ældre Middelalder. I Sammenhæng med
disse Studier staar ogsaa hans omfattende Granskninger paa Handels- og
Næringshistoriens Omraade. Men hans Studier af det politiske og materielle Folkelivs Fænomener er
dog for ham egl. kun Forarbejder til en Fremstilling af Folkenes og specielt de nordiske Folks Kultur i Middelalderen.
Af hans Skrifter fortjener særlig at nævnes: »Handelen mellem England og Norge indtil
Begyndelsen af 15. Aarh.« (Norsk hist. Tidsskr. R. 3, Bd 4 [1898]); »Studier over de norske
Byers Selvstyre og Handel før Hanseaternes Tid« (Doktorafhandling [1899]); Contributions to
the history of the Norsemen in Ireland. (Kria Vid. Selskr. Skr 1900); »Vikingerne« (1. og 2.
Samling [1904 og 1906], tysk Oversættelse [1906]); »Vesterlandenes Indflydelse paa Nordboernes
og særlig Nordmændenes ydre Kultur, Levesæt og Samfundsforhold i Vikingetiden« (Kria Vid.
Selsk. Skr 1904 [1905]); »Die nordeuropäischen Verkehrswege im frühen Mittelalter und die
Bedeutung der Wikinger für die Entwickelung des europäischen Handels und der europäischen
Schifffahrt« (Vierteljahrsschrift für Social- und Wirtschaftsgeschichte [1906, 2. Hefte]): »Kleine
Beiträge zur ältesten Geschichte der deutschen Handelsniederlassungen im Auslande und
besonders des Kontors zu Bergen in Norwegen« [smst. 1908]; »Deutsche Handwerker im
mittelalterlichen Norwegen« [smst. 1912]; »Altschwedische Gilden« [smst. 1913]; »Handel og Byliv
Nord for Alperne« (i »Verdenskulturhistorien«); »Norges Historie« I Bd (til 1030) (1910-12);
II, l (til 1103) (1914-15); »Norge og de britiske Øer i Middelalderen« (Norsk historisk
Tidsskr. R. 5, Bd 2 [1914]).
Hans Studier i udenlandske Biblioteker har bragt for Lyset flere
nye Kildeskrifter til Norges ældre Historie, som B. dels har udg. i »Dipl. Norv.« og dels for
»Det norske historiske Kildeskriftfond«; til de sidste hører »Erkebiskop Henrik Kaiteisen’s
Kopibog« (1899); Caithreim Cellachain Caisil. The victorious career of Cellachan of Cashel or
the wars between the Irishmen and the Norsemen in Ihe middle of the 10. century (1905) og
Duald Mac Firbis, On the Fomorians and the Norsemen. The original Irish text with
translation and notes (1905). Et interessant Bidrag til B.’s Syn paa sin Videnskab finder vi i Afh.
»Gør Historien nogen Nytte?« (i Festskrift for William Nygaard [1914]).
Af hans fortsatte videnskabelige Produktion kan nævnes »Illustreret verdenshistorie for hjemmet«
(1920—29), og »Den norske trælasthandels historie«, Bind 1 (1925).